# Данилов Юрій Никифорович
Ю́рій Ники́форович Дани́лов (13 (25) серпня 1866, Київ, Російська імперія — 3 лютого 1937, Булонь-Біянкур, Франція) — російський військовий діяч, військовий історик. Брав участь у плануванні російських операцій під час Першої світової війни, був начальником штабу Північного фронту. Політичний емігрант.

## Освіта та військова служба
Народився 25 серпня 1866 року в Києві у дворянській родині.
Закінчив Київський кадетський корпус, після чого переїхав до Санкт-Петербурга, де 1886 року закінчив Михайлівське артилерійське училище, а 1892 — Миколаївську академію Генерального штабу.
У 1886—1890 роках служив в артилерійській бригаді. 1894 року призначений помічником старшого ад'ютанта штабу Київського військового округу. У 1898—1906 роках служив у Головному штабі Російської імператорської армії помічником діловода Канцелярії з мобілізації військ (1898—1903), начальником відділення Головного штабу (1904—1905), начальником відділення Головного управління Генерального штабу (1905—1906).
1906 року призначений командиром 166-го Рівненського піхотного полку. 1909 року отримав звання генерал-майора. Того ж року поновлений на службі в Генеральному штабі на посаді генерал-квартирмейстра.

## Перша світова війна
Напередодні Першої світової війни у зв'язку з частими змінами очільників Генерального штабу Данилов фактично керував розробленням планів стратегічних операцій російської армії у випадку війни з Німеччиною та Австро-Угорщиною. 1910 року запропонував так званий «План 19», який полягав у припущенні, що з початком війни Німеччина зосередить основні сили на кордоні з Францією. Тож Данилов пропонував направити в напрямку Східної Пруссії 4 російські армії (19 армійських корпусів). «План 19» розкритикувала частина російських військовиків, які вважали, що більшу загрозу для Росії становить не Німеччина, а Австро-Угорщина. 1912 року кількість армій, що мали бути направлені в Східну Пруссію з початком війни, скоротили до двох.
На початку Першої світової війни у липні 1914 року призначений генерал-квартирмейстром штабу Верховного головнокомандувача великого князя Миколи Миколайовича Романова. Через недосвідченість начальника Генштабу Миколи Янушкевича більшість його обов'язків виконував Данилов, що відтак розробляв плани всіх наступальних операцій. У жовтні 1914 року Данилов отримав військове звання генерала від інфантерії.
1915 року внаслідок Горлицького прориву російська армія втратила більшість своїх територіальних здобутків 1914 року. 30 серпня 1915 року за поданням новопризначеного начальника штабу Верховного головнокомандувача Михайла Алексєєва Данилова звільнили з посади генерал-квартирмейстра. Того ж дня його призначили командувачем 25-го армійського корпусу. Наступного року призначений начальником штабу Північного фронту. У квітні 1917 року призначений командувачем 5-ї армії. Виступав проти ведення наступу на ділянці фронту, де розміщувався підрозділ. Улітку 1917 року провів безуспішну офензиву під Якобштадтом, після чого у вересні звільнений з посади командувача й направлений у резерв Петроградського військового округу.

## В еміграції
Після жовтневого перевороту 1917 року Данилов вступив до Червоної армії. Під час переговорів про мир між більшовиками та Німеччиною очолював групу військових експертів при радянській делегації. Ініціював подання групою службової записки голові делегації з протестом проти укладення Берестейського миру 1918 року.
Згодом виїхав в Україну, звідки потрапив на території, зайняті білогвардійцями. Восени 1920 року обіймав посаду помічника начальника Військового управління Збройних сил Півдня Росії.
Після капітуляції армії Врангеля виїхав у Стамбул, звідки 1921 року перебрався до Франції. Став членом Російського національного комітету та Російського академічного союзу. У 1922—1930 роках виступав з лекціями з історії Першої світової війни у Російському народному університеті, Франко-російському інституті, на зібраннях академічного союзу та організацій російських офіцерів-емігрантів.
Написав низку історичних праць на тему Першої світової війни:
- Россия в мировой войне 1914-1915 г.г. (Берлін, 1924) (рос. дореф.)
- Великий князь Николай Николаевич (Париж, 1930) (рос. дореф.)
- Русские отряды на французском и македонском фронтах. 1916—1918 (Париж, 1933) (рос. дореф.)
- На пути к крушению

Співпрацював із газетою «Возрождение» та журналом «Часовой». Жертвував на Тургенєвської бібліотеки в Парижі.
Помер у Булонь-Біянкурі 3 лютого 1937 року. Похований на місцевому кладовищі.

## Родина
Одружений із Анною Миколаївною Фроловою. У шлюбі народилися два сини:
- Михайло (нар. 13 травня 1897);
- Сергій (нар. 25 серпня 1898).

## Нагороди
- Орден Святого Станіслава III ступеня (1895)
- Орден Святої Анни III ступеня (1898)
- Орден Святого Станіслава II ступеня (1901)
- Орден Святого Володимира IV ступеня (1905)
- Орден Святого Володимира III ступеня (1908)
- Орден Святого Станіслава I ступеня (1911)
- Орден Святої Анни I ступеня (1914)
- Орден Святого Георгія IV ступеня (1914)
- Орден Святого Володимира II ступеня (1915)